# Smouha Sporting Club
Maillots
Actualités
Le Smouha Sporting Club (en arabe : نادي سموحة الرياضي), plus couramment abrégé en Smouha, est un club égyptien de football fondé en 1949 et basé dans la ville d'Alexandrie.
L'équipe évolue actuellement dans le championnat égyptien de D1.
Le Smouha Club est omnisports est possède également un club de natation et de gymnastique.

## Histoire
Smouha se classe à la seconde place du championnat égyptien de Division II lors de la saison 2008-09. Ils sont donc tout près d'être promus en Division 1, mais perdent leur dernier match contre Kafr Al Zayat, et c'est ainsi que Mansourah sera promu à leur place.
Lors de la saison 2009-10, Smouha remportera enfin cette promotion après une victoire incroyable sur un score de 7-1 contre Abu Qair Semad le 28 avril 2010. Smouha joue donc lors de la saison 2010-11 en Premier League pour la première fois de son histoire.
Le président actuel du club est le millionnaire égyptien du parlement Mohamed Farag Amer, propriétaire de Faragallah Food Merchandise. Il a grandement contribué au succès croissant du club. Lui et le vice-président du club depuis 20 ans, le docteur Abdel Moneim Al Seginy, ont beaucoup contribué financièrement au renforcement du club, en s'offrant quelques joueurs connus.

## Palmarès
Néant